# Santa Isabel (Colombia)
Santa Isabel è un comune della Colombia facente parte del dipartimento di Tolima. 
L'abitato venne fondato da un gruppo di coloni nel 1893, mentre l'istituzione del comune è del 1904.